# Hannover (cavallo)

Esempio di Hannover Femmina

L'Hannover è una razza di cavallo a sangue caldo, originaria della Germania, più precisamente della regione di Hannover e della Bassa Sassonia.
Viene utilizzato nelle competizioni sportive equestri e nella caccia alla volpe. Adatto soprattutto per il dressage, grazie ai suoi movimenti elastici e al salto ostacoli. Questa razza deriva dagli stalloni di razza Holstein e incrociati con delle fattrici della zona di Hannover. In seguito la razza è stata migliorata con il purosangue inglese e il Trakenher. L'Hannover è un cavallo di struttura robusta ed è caratterizzato da un treno posteriore potente con groppa schiacciata. Ha un carattere equilibrato e tranquillo.

## Storia
L'Hannover nasce in Germania ma ha una storia che affonda le sue radici nell'epoca medievale, il sangue di molti campioni di salto ostacoli o di dressage moderni risale al tempo dei Cavalieri Teutonici, ordine di monaci guerrieri.
La razza ha origini molto antiche, ma dal 1700 a oggi la sua morfologia è molto variata. Questo processo ebbe inizio con l'ascesa al trono d'Inghilterra di Giorgio Ludovico (Giorgio I) nel 1714, il quale era un elettore di Hannover, i primi esemplari si trovavano dentro la "Scuderia Regionale Delle Celle" creata proprio dal principe.
Giorgio I sposò la regina d'Inghilterra e Hannover diventò così parte del Regno Britannico, questo evento favorì l'introduzione del Purosangue inglese e di mezzosangue che si incrociarono con 14 morelli Holstein, in seguito si utilizzarono anche stalloni dal Meclenburgo e dalla Pomerania, ottenendo un cavallo più leggero, adatto al traino delle carrozze e utilizzato anche per i cocchi reali.
Verso la fine del secolo si interruppe l'immissione di sangue inglese per non modificare troppo la razza rendendola non più idonea al suo impiego. Con l'avvento della motorizzazione e la rivoluzione nei trasporti, l'Hannover ha dovuto adeguarsi, e di conseguenza si sono ripresi gli incroci, utilizzando oltre che al Purosangue Inglese anche il Trakehner come ad esempio il famoso "Semper Idem" o "Aberglanz", è stato utilizzato anche per il miglioramento di altre razze tra cui l'Oldemburghese. L'Hannover è nato come buon cavallo da lavoro e da cavalleria anche se dopo la seconda guerra mondiale l'allevamento fu velocemente trasformato e indirizzato a un moderno cavallo da sella e da salto.
Grazie al costante contatto con l'uomo, la razza diventò particolarmente volenterosa, versatile e sufficientemente robusta per poter vivere all'aperto.

### Marchi
Solo i cavalli registrati all'associazione e che portano il marchio sono considerati veramente Hannover, gli attuali criteri di valutazione tengono conto del temperamento, del carattere e delle qualità da sella, infatti ogni anno più di 1 500 giovani cavalle vengono montate da fantini esperti e fatte esibire in pubblico per poter verificare le qualità da sella nelle madri. Esiste un test anche per stalloni Hannover, questo test si chiama test dei 100 giorni ed è molto importante valutare le sue capacità in questo campo.
Attualmente l'associazione Hannover conta circa 19 000 fattrici registrate e 420 stalloni approvati, numeri dai quali si può capire come i cavalli Hannover abbiano rappresentato, e tuttora rappresentino, un bacino a cui altre associazioni hanno attinto nel corso degli anni.

### Libri genealogici
Data la sua importanza a livello mondiale risulta quindi particolarmente interessante indagare quali siano le origini del successo dei cavalli Hannover.
Tra tutti gli antenati di una popolazione alcuni di essi sono considerati “fondatori” e il loro numero per la popolazione Hannover è di 13 881 cavalli. 
Gli antenati più importanti sono nati nella prima metà del ventesimo secolo. I più importanti antenati maschili discendono da Hannover, mentre le più importanti fattrici discendono da linee Hannover, Purosangue Inglese, Oldenburg e Holstainer. I più importanti antenati maschili sono stati: Aldermann I, e Absatz. Seguono Duellant, Goldfisch, Ferdinand e il purosangue Der Lowe xx. Dal 1996 in avanti, sono gli stalloni Weltmeyer e Donnerhall a essere considerati i più rilevanti.
Per quanto riguarda le fattrici citiamo Altwunder e Domgoettin.

### linee Hannover

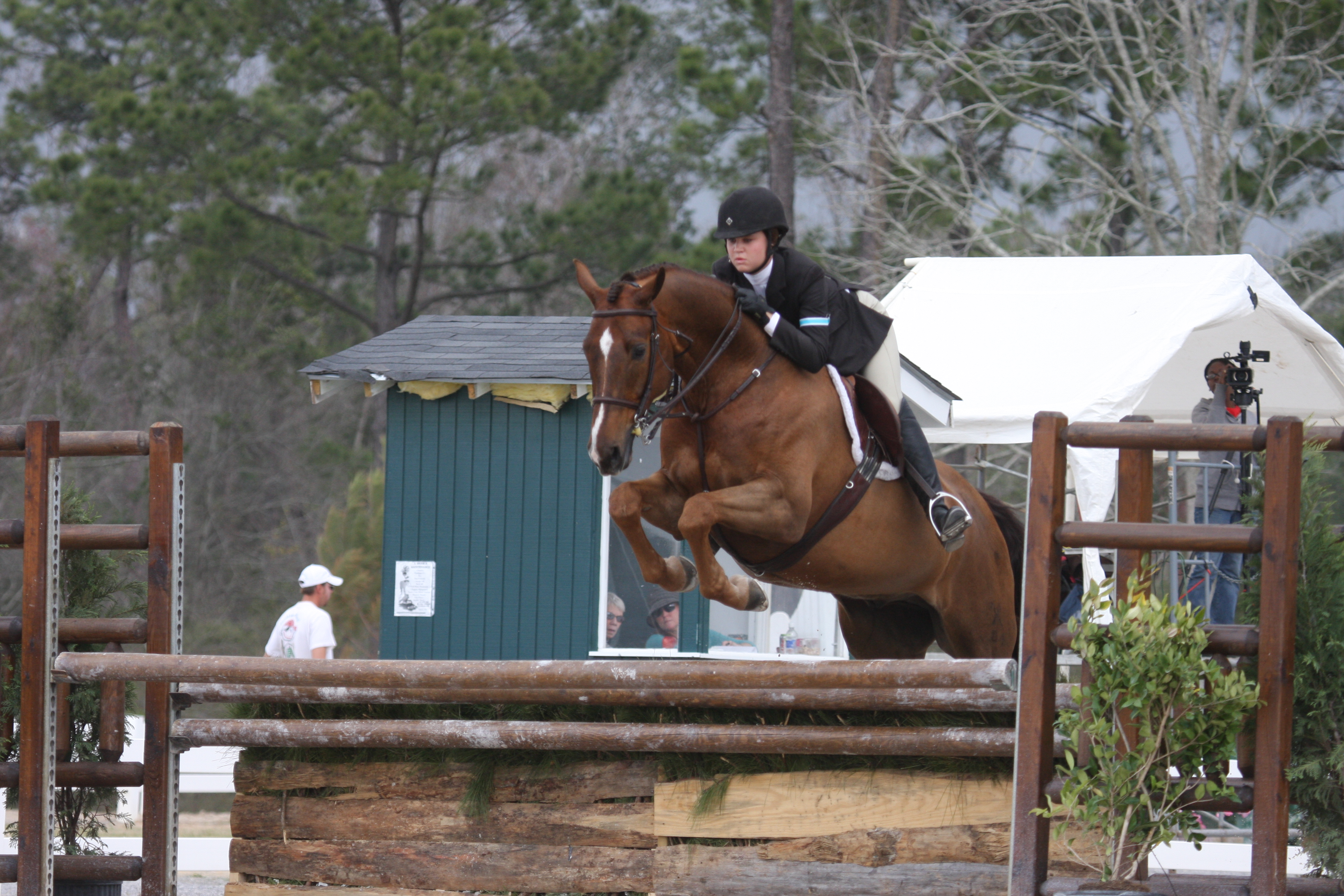
Cavallo Hannover dal manto sauro nella disciplina del salto a ostacoli

La linea maschile ha permesso agli allevatori di scegliere gli accoppiamenti utilizzando linee diverse senza dover utilizzare stalloni stranieri ed evitando incroci troppo stretti.
Nello Stubook Hannover sono presenti: la linea A/E fondata da Adeptus e Alderman I, la linea F/W fondata da Flick e Fling, la linea D di Devil’s Own XX e Detektiv e la linea G di Goldschaum XX e successivamente da Goldfisch. Dopo il 1945 sono state fondate nuove linee grazie all'inserimento di stalloni come Semper Idem e suo figlio Senator, Abglanz e suo figlio Absatz, Der Lowe XX, Matcho AA, Furioso II, e Cor de la Bryere con il suo primo discendente Calypso II.
La forza di questa razza sta nella selezione meticolosa delle varie linee di sangue effettuata dalle associazioni negli anni.

## Selezione
In genere le associazioni di razza nascono per il comune interesse e gli stessi fini di un gruppo di allevatori che decidono di unirsi riunirsi creare un libro genealogico e dettare regolamentazioni riguardo alla registrazione in razza, tuttavia questo non è ciò che accade in Hannover.
In questo caso tutto è iniziato appunto con la creazione del Centro Allevatoriale di Stato di Celle nel 1735, Furono dunque funzionari di Stato a occuparsi registrare attentamente il pedigree degli stalloni e delle fattrici.
Nel 1844 fu promulgata una legge che prevedeva che soltanto stalloni selezionati da una commissione di esperti potessero essere utilizzati in razza.
Nel 1867 gli allevatori fondarono una società che aveva il fine di produrre cavalli da carrozza e da sella per l'esercito .
Pochi anni dopo, nel 1888 la Reale Società Agricola istitutui il Libro Genealogico del cavallo Hannover a sangue caldo.

Stemma originale degli allevamenti di cavalli Hannover.

### Hannover verband e Studbook

#### Studbook
Lo Studbook di Hannover è stato fondato in questo periodo nel 1888, il predecessore del Verband. Le origini dell'allevamento intenzionale di cavalli di Hannover possono essere fatte risalire al XVI secolo. I cavalli di Hannover furono inizialmente allevati per scopi agricoli e militari, l'allevamento dei cavalli era una base essenziale dell'esistenza per gli agricoltori. La fondazione del Celle National State Stud nel 1735 lanciò la registrazione centrale di allevamento puledri che fu tremendamente importante per monitorare e selezionare i migliori stalloni. All'inizio del XIX secolo, gli stalloni di razza di razza pura e inglesi erano sempre più utilizzati per perfezionare la razza "Hannöversches Pferd" consolidata solamente dopo il 1870 in considerazione delle linee autoctone con l'obiettivo di focalizzare l'attenzione sui cavalli come allevatori o cavalli militari.

#### Hannover Verband
Nel 1922, 54 centri allevatoriali privati della regione, alcuni dei quali esistevano da più di 50 anni, si riunirono e fondarono "Verband Hannoverscher Warmblutzüchter", creando così le basi per una elaborazione e valutazione centrale e uniforme di tutte le attività di allevamento registrate. Mentre negli anni tra le due guerre mondiali è stata data particolare importanza all'utilizzo in agricoltura dei cavalli, la razza di Hannover è stata riorganizzata e ristrutturata dopo la seconda guerra mondiale con Trakehnen e cavalli purosangue e si è evoluta in quello che è oggi: un cavallo di sangue caldo, nobile, apprezzato in tutto il mondo come partner sportivo e di piacere.
Il totale degli allevatori iscritti a questa nuova associazione fu di 10 560. L'idea di partenza era non privare gli allevatori delle loro singole identità, ma di coordinare le loro attività con in mente il bene di tutti. Oggi l'associazione viene più semplicemente chiamata Hannover Verband, ma la base è rimasta la stessa, anzi; molti di quei 54 centri allevatoriali esistono ancora oggi e sono diventati veri e propri pilastri del Verband.

### Ulteriori società
La popolarità dell'Hannover ha portato alla creazione di un certo numero di società affiliate con cavalli Hannover raggiungendo le Americhe, l'Australia e la Nuova Zelanda già dal 1970. Oltre all'Hannover Verband altre importanti società create sono:

#### American Society Hannover
L'American Hanoverian Society, Inc. (AHS) è stata costituita nel 1978 per costituire, mantenere e gestire un'associazione senza scopo di lucro di allevatori, proprietari e amici per la promozione e la conservazione del cavallo Hannover di sangue caldo nel continente nordamericano; mantenere un registro pubblico dei cavalli di Hannover, marcare stalloni, fattrici e puledri approvati e con il marchio registrato della Società; diffondere informazioni agli allevatori, ai proprietari e agli amici riguardanti l'allevamento; promuovere le prestazioni del cavallo Hannover nel dressage, caccia, salto ostacoli e guida; e in generale fare tutto il necessario per incoraggiare una comprensione pubblica del cavallo Hannover, del suo allevamento e delle sue prestazioni.

#### New Zealand Hanoverian society
L'allevamento di Hannover in Nuova Zelanda iniziò nel 1977 quando un piccolo gruppo di allevatori entusiasti stabilì una connessione con il Verband di Hannover in Germania. La reputazione della Nuova Zelanda come produttore di livello mondiale di purosangue ha convinto i funzionari del Verband a consentire agli allevatori neozelandesi di utilizzare fattrici di razza di alta qualità come base per l'Hannover della Nuova Zelanda. Si formò un sindacato e il primo stallone di Hannover della Nuova Zelanda, Winnebago, fu importato dalla Germania, arrivando nello stato nel febbraio 1977. Gli ispettori tedeschi si recarono in Nuova Zelanda e in Australia per ispezionare e classificare le fattrici purosangue della fondazione per l'ammissione nello Studbook di Hannover della Nuova Zelanda. The Hanoverian Society of New Zealand Incorporated, una società figlia del Verband Hanoverscher Warmblutzutcher e.v. di Hannover, Germania occidentale, In quanto società figlia del Verband hanno ottenuto il riconoscimento internazionale per i pedigree, l'accesso ai valori e ai dati di allevamento del Verband e il mantenimento dei più elevati standard di Hannover attraverso visite di ispezione da parte dei funzionari Verband.
Ci sono due club di allevamento Hannover in Canada oltre a gruppi nel Regno Unito, Danimarca, Finlandia, Francia e Russia

## Morfologia

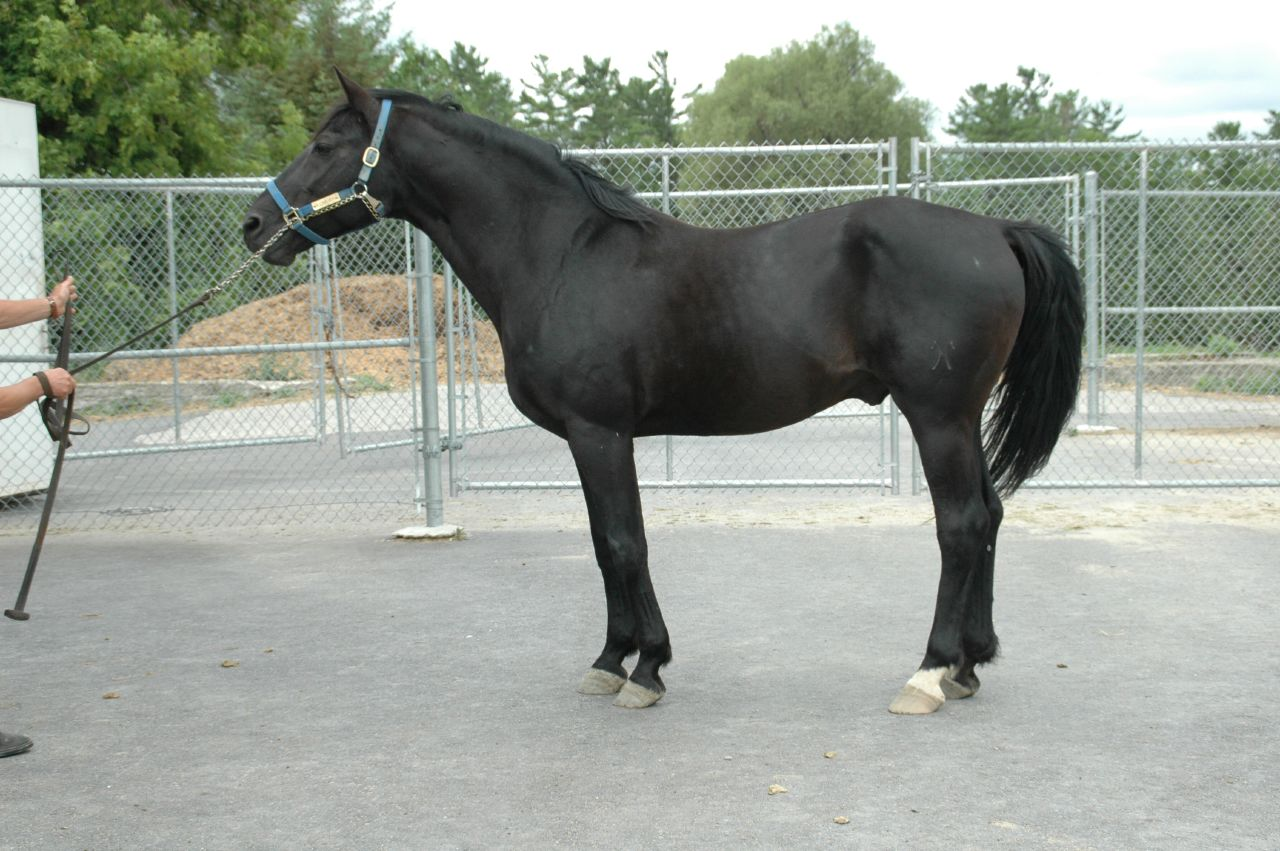
Stallone Hannover adulto con manto morello

L'Hannover si presenta come un cavallo dotato di una buona conformazione fisica, che lo rende molto elegante e fiero. La sua morfologia di appartenenza è definibile di tipo meso-dolicomorfo.
La testa è di taglia media, relativamente leggera, ben delineata ed espressiva, a profilo rettilineo o raramente montonino, con occhi grossi e vivaci, orecchie ben diritte e narici ampie.
Il collo, elegantemente attaccato, è lungo e muscoloso. Il garrese è pronunciato, la linea dorso-lombare è lunga e diritta e la groppa si presenta ampia, arrotondata, con un caratteristico appiattimento verso la coda, che è attaccata alta e ben portata. Le spalle sono forti, muscolose e ben inclinate, il petto aperto e largo. Il torace è possente e profondo con costole lunghe e arrotondate. Gli arti sono forti e proporzionati: gli avambracci hanno ottima muscolatura e media lunghezza, mentre gli stinchi sono brevi e forniti di solida struttura ossea; i garretti sono ben appiombati, molto elastici e con giusta inclinazione. I piedi sono robusti e ben formati, con unghia elastica e consistente.
L'altezza al garrese varia dai 165 cm ai 170 cm, mentre presenta una grande vastità di mantelli: dal sauro al baio, dal morello al grigio, con spesso e volentieri marcature o balzane bianche. Gli individui rossastri sono estremamente rari; sono ammessi punti bianchi sul naso, ma gli esemplari di razza sono di solito monocromatici.
Per quanto riguarda il temperamento, si tratta di un cavallo docile e ubbidiente, ma che diventa vigoroso e competitivo quando gli è richiesto. Imparentato con il purosangue inglese, ha ereditato da quest’ultimo la forza ed il coraggio, ma, purtroppo, non la velocità. La somma delle sue peculiarità fisiche e caratteriali lo rendono un cavallo eccellente per tutti gli sport equestri.

## Usi e attitudini
Fin dal '700 la razza Hannover veniva utilizzata come cavallo da lavoro, quindi per il traino e per i lavori agricoli. Nel corso dei secoli ha subito delle variazioni a livello genetico soprattutto grazie a Giorgio I e Giorgio II. Questi ultimi, infatti, introdussero nella razza d'origine il Purosangue Inglese e il Trakehner, ottenendo un ottimo cavallo sportivo, definito come il più famoso e miglior cavallo tedesco da competizione. A oggi, l'Hannover è adatto soprattutto al salto ostacoli, al dressage e alla caccia alla volpe; ciò grazie ai suoi movimenti fluidi ed elastici.
Tale cavallo è importantissimo anche nell'ambito del miglioramento genetico equino. Infatti il contributo genetico degli Hannover nella popolazione equina è circa del 50%.

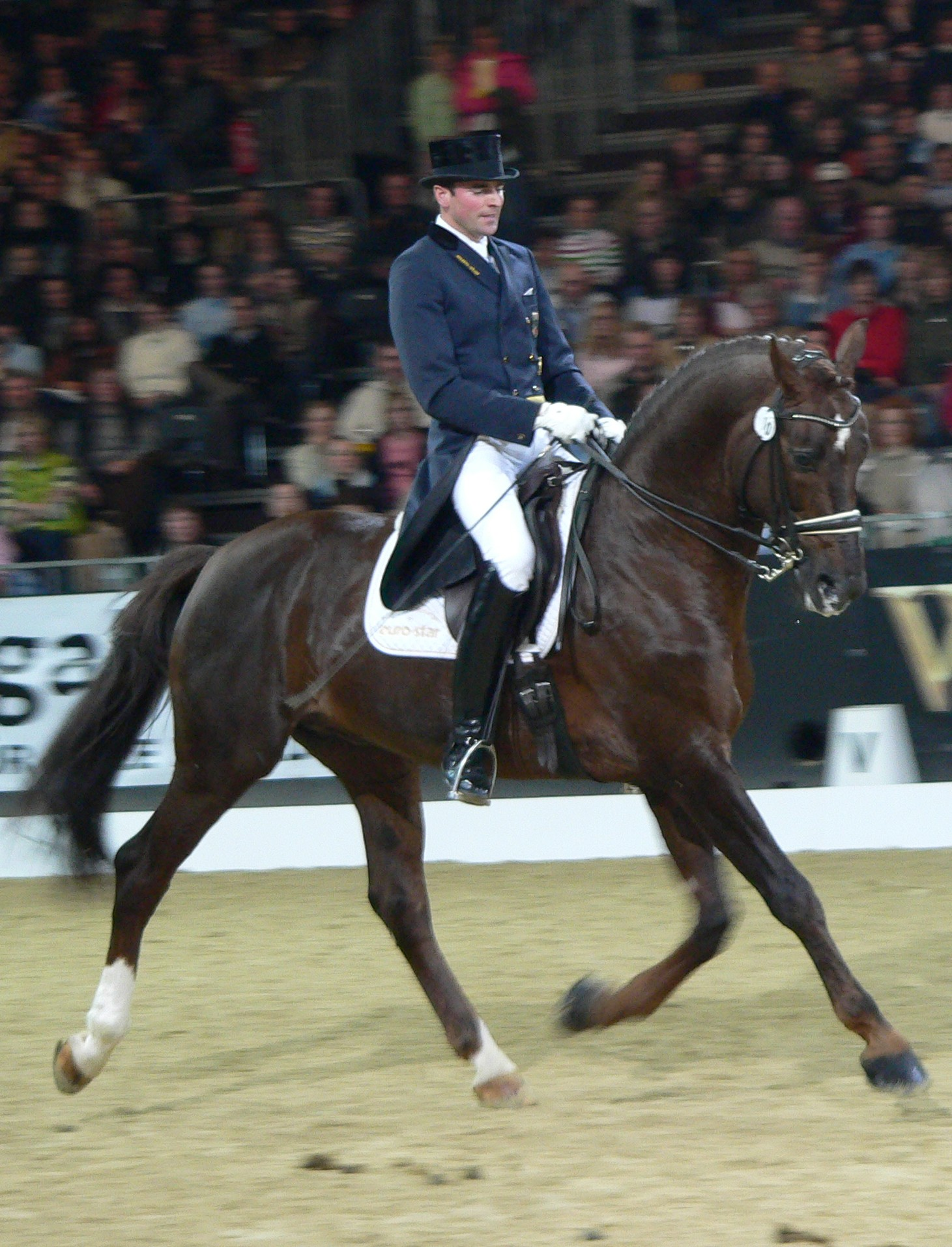
Esemplare di Hannover nella disciplina del dressage

### Hannover nel dressage
In questa disciplina tale razza ha sempre giocato un po' da protagonista tanto da essere stata componente di ben 7 team medaglia d'oro (1964, 1968, 1976, 1992, 1996, 2000, 2004, 2008).

#### Alcuni dei nomi da ricordare[13]
- 1956, Olimpiadi Melbourne, Salinero vince 2 ori individuali e Gigolo 1; 4 argenti individuali di Satchmo, Gigolo 2 volte e Woycek; 4 bronzi individuali di Bonaparte, Weiden, Mehmed e Dux.
- 2008,Olimpiadi Pechino, squadra tedesca che vinse l'oro era composta da Elvis VA, Bonaparte e Satchmo.
- 2012, Olimpiadi Londra, squadra tedesca che vinse l'argento era composta da Diva Royal e Desperados.

### Hannover nel salto ostacoli
Anche qui, l'Hannover non ha nulla da invidiare ad altri cavalli, tanto che il suo libro genealogico è sempre stato classificato tra i cinque di maggior successo internazionale di salto ostacoli.

#### Alcuni dei nomi da ricordare
- Shutterfly proclamato dal Jumping Owners Club "cavallo del 2007" per il salto ostacoli; nel 2005 aveva raggiunto il più grande profitto economico tra i cavalli da salto.[14]
- For Pleasure 1996, Olimpiadi Atlanta, oro a squadre; 1999, Campionati Europei Hickstead, oro a squadre; 2002, Campionati tedeschi, oro individuale.[15]
- Warwick Rex 1976, Olimpiadi Montréal, oro individuale.
- Dollar Girl 1993, Gran Premio di Calgary, oro individuale; 1995, Coppa del Mondo, oro individuale.[16]
- E.T. FRH oro a 36 Gran Premi e a 2 finali di Coppa del Mondo, 4º posto alle Olimpiadi di Atlanta del 1996.[17]

## Miglioramento genetico della razza
L'Associazione Hannover ha l'obiettivo di stabilizzare in modo sostenibile le preziose basi genetiche dell'allevamento Hannover. A tal fine, le linee di servizio di Hannover collaudate ed emergenti devono essere promosse attraverso un uso mirato.
Gli stalloni vengono selezionati presso l'Associazione di Hannover in due fasi.
Uno stallone può essere usato in allevamento solo se entrambi i livelli di selezione sono stati completati.

### Licenza di stalloni di Hannover
La licenza è uno dei due requisiti necessari per l'utilizzo nell'allevamento di Hannover, questa ha una durata di due anni e mezzo oppure di tre anni e utilizza l'esterno, le andature di base e l'abilità di salto come criteri di valutazione.
Il test delle prestazioni dello stallone è il secondo prerequisito necessario per gli stalloni da riproduzione.
Si svolge come test di stazione o come combinazione di test di stazione con esami sportivi di torneo. 
Nel 1993 è stato lanciato il Programma di allevamento di cavalli di Hannover (PHS), il quale ha lo scopo di dare un nuovo impulso ai cavalli da riproduzione. Parte dello stock di cavalli da riproduzione è appositamente progettato per l'allevamento di puledri per spettacoli sopra la media.
Le gare di salto libero del programma di allevamento di salto ostacoli di Hannover sono la vetrina dei giovani talenti di tre/quattro anni e dal 1997 sono una data fissa nel calendario degli allevatori di salto ostacoli e dei saltatori di spettacolo. Il prerequisito per la partecipazione è che padre e madre siano iscritti al programma di allevamento di salto ostacoli Hannover, questa è una garanzia per i migliori geni saltatori di Hannover, abbinati ai migliori stalloni di razza internazionali.

### Fattrici
Le cavalle sono particolarmente preziose per l'allevamento e possono essere premiate con il “premio Hannover”. 
Tutte le fattrici che devono essere utilizzate nell'allevamento di Hannover devono essere registrate nei dipartimenti competenti del libro genealogico di Hannover o Rhenish. Tutte le informazioni sul cavallo vengono registrate.
È possibile condurre delle prove di covata di Hannover tramite degli esami di incubazione, che sono in grado di fornire informazioni sull'idoneità della cavalla stessa ma sono anche preziosi per le informazioni sulla prole del padre. I risultati servono come base per la stima del valore genetico dell'associazione di Hannover.
L'Associazione Hanoverian registra i puledri nei libri genealogici per Hannover, Rhinelander e cavalli di mezza razza, che saranno venduti all'asta di Verden.

### Registrazione del puledro di Hannover
Il certificato di stallone rilasciato dal proprietario dello stallone funge da base per la registrazione dei puledri, con cui questi sono registrati, e che vengono inviati agli allevatori all'inizio dell'anno. La nascita di un puledro deve essere segnalata all'associazione entro 28 giorni.